# Megaphyllum kievense
Megaphyllum kievense är en mångfotingart som först beskrevs av Hans Lohmander 1928.  Megaphyllum kievense ingår i släktet Megaphyllum och familjen kejsardubbelfotingar. Inga underarter finns listade i Catalogue of Life.